# Dubravci (żupania karlowacka)
Dubravci – wieś w Chorwacji, w żupanii karlowackiej, w gminie Netretić. W 2011 roku liczyła 161 mieszkańców.